# Staf de Clercq
Jeroom Gustaaf De Clercq, més conegut com a Staf de Clercq (Everbeek, Brakel, 1884- Gant, Flandes Oriental 1942) fou un dirigent d'extrema dreta flamenc.
Era excombatent de la Primera Guerra Mundial i cap del sindicat de mestres Nationaal Onderswyzers Syndicaat (NOS), i diputat pel Frontpartij del 1919 al 1932 amb Joris van Severen i August Borms.
Influït per Leon Bloy i Rodenbach. El 1928 se separà de Joris van Severen i fundà l’Algemeen Vlaams Nationalistisch Verbond (Unió Nacional Flamenca, VNV), de caràcter cristià i solidarista. A les eleccions del 1936 els grups flamencs, agrupats en la plataforma Vlaams Nationaal Blok, obtingueren el 13% dels vots i 16 diputats (12 per la VNV, entre ells De Clercq i Reimon Tollenaere).
Quan les tropes alemanyes invadiren Bèlgica, malgrat desconfiar dels nazis va col·laborar amb ells, sobretot pel seu antisemitisme, i va morir d'esgotament quan va tornar del front rus el 1942, ja que col·laborà activament en el reclutament de joves en la Legió Flamenca per a la Waffen-SS. Ell va succeir com a cap del partit Hendrik Elias. El 1978 l'Vlaamse Militanten Orde, grup neonazi i paramilitar, aconseguí que les seves despulles fossin traslladades al cementiri d'Asse.